# Гапеев, Александр Александрович
Александр Александрович Гапе́ев (1881—1958) — русский и советский учёный-геолог, специалист в области геологии угольных месторождений, профессор, доктор геолого-минералогических наук, заслуженный деятель науки и техники РСФСР (1933).

## Биография
Родился 7 (19) августа 1881 года в городе Кромы, Кромской уезд, Орловская губерния, в семье служащего, из мещан, мать — земская учительница.
Начал учиться в реальном училище в городе Орёл.
В 1900 году поступил в Горный институт в Санкт-Петербурге.
В 1904 году был уволен из студентов за участие в студенческих беспорядках, затем вновь принят в 1907 году.
В 1906 году входил в редакцию еженедельной газеты «Молодая Россия» и публиковался в ней. В 1906 году был делегатом на IV съезд РСДРП в Стокгольме, партийная кличка «Молоденков». В ноябре 1906 года газета была закрыта, в 1907 году был арестован и 4 месяца провёл в тюрьме.
С 1908 года занимался под руководством Л. И. Лутугина изучением угольных месторождений Донбасса.
В 1910 году с отличием окончил Горный институт, но полиция запретила ему работать на государственной службе.
1908—1926 — нештатный геолог, адьюнк-геолог, геолог-сотрудник, затем геолог в Геологическом комитете.
В 1914—1919 годах исследовал Кузбасс и определил его крупнейшим угольным бассейном в России.
1920—1923 — преподаватель геологии и директор Уральского горного института в Екатеринбурге, одновременно был представителем Геолкома на Урале и членом Уралплана.
В 1923 году был арестован по доносу в Екатеринбурге, был перевезён в Бутырскую тюрьму в Москве, где просидел около месяца. Отпущен после допроса у В. Р. Менжинского.
1923—1925 — геолог Горного директората ВСНХ СССР в Москве.
В 1924—1930 годах — профессор геологии в Московской горной академии.
1925—1930 — Заместитель председателя промсекции Госплана РСФСР.
С 1930 по 1948 год — профессор и заведующий кафедрой геологии Московского горного института.
Доктор геолого-минералогических наук (11 октября 1934).
1936—1948 — член ВКЗ Министерства геологии СССР.
1938—1941 — член учёных советов Института геологических наук АН СССР и Института горного дела.
В 1937—1941 и в 1943—1947, по совместительству, профессор МГРИ им. С. Орджоникидзе, в 1948—1954 — профессор и заведующий кафедрой в МГРИ.
Основные работы по изучению геологического строения и промышленной оценке угольных месторождений Донбасса, Кузбасса, Экибастуза, Сахалина, Караганды, Урала, Прииртышья.
Автор трудов по классификации углей и запасам твёрдых горючих полезных ископаемых.
Проведённые под его руководством в 1930—1938 годах разведочные работы выдвинули Караганду на место третьей угольной базы СССР.
Скончался 26 июля 1958 года в Москве. Похоронен на Донском кладбище.

## Награды и премии
- 1933 — Заслуженный деятель науки и техники РСФСР
- 1935 — Знак «15 лет Казахстана», за большие заслуги в деле изучения и хозяйственного освоения Казахской АССР.
- 1944 и 1945 — Знак «Отличник социалистического соревнования в угольной промышленности»
- 1939 — Орден Трудового Красного Знамени, за работу по выращиванию и воспитанию технических кадров для промышленности.
- 1946 — Медаль «За доблестный труд в Великой Отечественной войне 1941—1945 гг.»
- 1948 — Медаль «В память 800-летия Москвы»
- 1948 — Сталинская премия III степени (3 июля), за геологические исследования, обеспечившие открытие новых участков коксующихся углей в Карагандинском угольном бассейне.
- 1948 — Орден Ленина (25 сентября), за безупречную работу в угольной промышленности.
- 1949 — звание «Генеральный горный директор III ранга».

## Членство в организациях
- 1904—1917 — РСДРП, в 1906 году был делегатом на IV съезд РСДРП в Стокгольме. Партийная кличка «Молоденков».
- 1921—1922 — горсовет Екатеринбурга.
- 1929 — кандидат в члены Моссовета.
- 1937 — член Совета 17 сессии Международный геологический конгресс, СССР.
- 1940—1941 — Комитет по Сталинским премиям, секция геолого-минералогических и географических наук.
- 1942—1943 — Председатель научно-технического комитета помощи фронту при Карагандинском обкоме.
- 1947 — член пленума ЦК профсоюза высшей школы и научных учреждений.

## Память
В честь А. А. Гапеева были названы:
- Улица Гапеева — город Караганда.
- Угольный пласт Гапеева — Карагандинский угольный бассейн.
- Ручей Гапеева — город Витебск